# Rhyacophila inaequalis
Rhyacophila inaequalis är en nattsländeart som beskrevs av Donald G. Denning och Schmid 1971. Rhyacophila inaequalis ingår i släktet Rhyacophila och familjen rovnattsländor. Inga underarter finns listade i Catalogue of Life.